# Augsburg
Áugsburg  je mesto na zahodu Bavarske v Nemčiji. Pred tem je bil več kot 500 let svobodno mesto, še danes pa ne pripada nobenemu okrožju.
To univerzitetno mesto (javna Univerza v Augsburgu je bila ustanovljena leta 1970) je tudi sedež in upravno središče lokalne švabske uprave ter dom več inštutucijam. Z nekaj več kot 300.000 prebivalci (2023; v metropolitanskem območjo skoraj 900.000) je tretje največje mesto na Bavarskem in je tretje najstarejše nemško mesto.
Augsburg je tudi edino nemško mesto z lastnim uradnim praznikom, Augsburger Hohes Friedensfest, ki se ga praznuje 8. avgusta.

## Foto galerija
- Augsburg